# Carcelia stackelbergi
Carcelia stackelbergi är en tvåvingeart som beskrevs av Louis-Paul Mesnil 1963. Carcelia stackelbergi ingår i släktet Carcelia och familjen parasitflugor. Inga underarter finns listade i Catalogue of Life.